# PDK
PDK er forkortelsen for Partia Demokratike e Kosovës (Det demokratiske parti i Kosovo), et politisk parti i Kosovo. Det er et centrum-højreorienteret parti af socialliberal observans[kilde mangler] og det største parti i landet. Det støttes primært af etniske albanere i landet og går ind for fuldstændig selvstændighed for Kosovo.
PDK's leder er  Hashim Thaçi, der inden dannelsen af partiet var politisk leder af UÇK (Kosovos Frihedsbevægelse). Ved grundlæggelsen 14. maj 1999 hed partiet Partiet for demokratiske fremskridt i Kosovo, men et år senere ændredes navnet til det nuværende. 
Ved det første valg til parlamentet i 2004 fik PDK 28,85% af stemmerne og 30 af parlamentets 120 pladser. Ved valget i 2007 opnåede partiet 34,3% af stemmerne og blev med 37 mandater det største parti, og via et samarbejde med LDK sikrede Thaçi sig premierministerposten. Efterfølgende gennemtrumfede parlamentet landets uafhængighed i 2008. Ved valget i 2010 holdt PDK næsten skansen med 33,5% og 36 mandater.